# بئر سليم بن مكسور (القطن)
'

تعديل مصدري - تعديل

بئر سليم بن مكسور هي إحدى قرى عزلة القطن بمديرية القطن التابعة لمحافظة حضرموت، بلغ تعداد سكانها 21 نسمة حسب تعداد اليمن لعام 2004.